# Tadeusz Apolinary Klimecki
Tadeusz Apolinary Klimecki, poljski general, * 1895, † 1943.